# Idioma turrubul
Turrubal (turubul), también conocido por yagara (jagara) es un idioma extinto de Australia. 
Otras formas de escribir turrubul son: turrbul, turrabul, toorbal, tarabul, tor-bul; y para yagara: ugarapul, yuggarabul, yugg-ari, yuggera, yuggarapul, yackarabul, jagarabal, jergarbal, ; una tercera forma es jinibara.
Los cuatro dialectos enumerados en Dixon (2002) a veces son vistos como algo separado de los idiomas durubálicos, especialmente "jandai" y "nukunul"; los yagara y turubul  son más propensos a ser considerados dialectos.